# Heliophorus sakaii
Heliophorus sakaii är en fjärilsart som beskrevs av Matsumura 1910. Heliophorus sakaii ingår i släktet Heliophorus och familjen juvelvingar. Inga underarter finns listade i Catalogue of Life.